# Bernhard Sundahl
Bernhard Johan Sundahl, född 1819 i Visby, död 3 september 1863 i Klinte i Gotlands län, var en svensk sjökapten, tecknare och silhuettklippare.
Han var son till sjökaptenen Berndt Johan Sundahl och Christina Elisabeth Calissendorff. Sundahl var som tecknare autodidakt och ansågs som en skicklig porträttecknare. Hans porträtt av tonsättaren COJ Laurin från 1846 återutgavs senare som litografi. I Svenska porträttarkivet är han noterad som upphovsman till porträtten av rektor JN Donner, länsnotarien GN Donner och Vendela Maria Donner.